# Bröstverk
I en orgel finns ofta flera uppsättningar med pipor, kopplade till var sin manual i spelbordet. Det verk som är placerat närmast ovanför spelbordet kallas bröstverk. Detta kan vara försett med svällare för att möjliggöra ökning och minskning av ljudstyrkan.
Om en orgel har ett romantiskt svällverk (ett sådant tar mycket mera plats än vad som normalt står till buds för ett bröstverk) är detta däremot som regel placerat bakom huvudverket.